# 주간고속도로 제99호선
주간고속도로 제99호선(영어: Interstate 99, I-99)은 미국 북동부 펜실베이니아주 베드포드(Bedford)와 펜실베이니아주 벨레폰테(Bellefonte)를 연결하는 총 연장 137.8km의 고속도로이다. 99호선은 미국 국도 제220호선과 노선이 완전히 겹치며 장기적으로 남쪽으로 메릴랜드주 컴벌랜드(Cumberland)까지, 그리고 북쪽으로 뉴욕주 코닝(Corning)까지 연장시키는 계획이 제안되었다.
99호선은 주간고속도로 번호 배정이 미국의 도로법에 어긋나는데 그 이유로는 99호선은 79호선의 동쪽에 있고 81호선의 서쪽에 위치해있기 때문이다.